# شرکت نفت میسان
شرکت نفت میسان (انگلیسی: Missan Oil Company) شرکت نفت و گاز عراقی است، که در سال ۲۰۰۸ توسط شرکت نفت جنوب عراق تأسیس شد.